# Moonlight Mile (película)
Moonlight Mile, titulada en castellano El compromiso en España y La vida continúa en México, es una película dramática estrenada el 27 de septiembre de 2002 en Estados Unidos, el 24 de octubre del mismo año en Argentina y el 6 de junio de 2003 en España. Protagonizada por Dustin Hoffman, Jake Gyllenhaal y Susan Sarandon. Dirigida, escrita y producida por Brad Silberling.

## Argumento
En la Nueva Inglaterra de los años 1960 Joe Nast (Jake Gyllenhaal) se ve completamente obligado a cambiar sus planes de boda debido a la pérdida inesperada de su prometida, Diana Floss (Careena Melia), asesinada en un restaurante por el marido de una empleada. Tras ello el joven intenta estar a la altura de lo que se espera de él, es decir, un entregado y desconsolado novio a punto de casarse y un perfecto yerno de Ben y Jojo Floss (Dustin Hoffman y Susan Sarandon).
Mientras la fiscal del distrito Mona Camp (Holly Hunter) intenta conseguir la pena de muerte para el acusado, Joe sigue viviendo con sus antiguos suegros. Durante su prolongada estancia en su casa Joe conocerá a Bertie Knox (Ellen Pompeo), una bella joven por la que se sentirá profundamente atraído. Ahora deberá elegir entre cumplir con el papel que tenía asignado o seguir aquello que le dicta su corazón.

## Reparto
- Dustin Hoffman (Ben Floss)
- Jake Gyllenhaal (Joe Nast)
- Susan Sarandon (Jojo Floss)
- Holly Hunter (Mona Camp)
- Ellen Pompeo (Bertie Knox)
- Careena Melia (Diana Floss)
- Audrey Marie Anderson (Audrey Anders)

## Recepción crítica y comercial
Según la página de Internet Rotten Tomatoes obtuvo un 62% de comentarios positivos, llegando a la siguiente conclusión: "Aunque la historia es más bien artificial, Moonlight Mile se redime con las buenas interpretaciones de su reparto". Destacar el comentario del crítico cinematográfico Kimberly Jones: 

"Además de las buenas interpretaciones, la película está llena de momentos preciosos y la cámara se mueve con mucho arte."
Kimberly Jones.

Según la página de Internet Metacritic obtuvo críticas mixtas, con un 58%, basado en 34 comentarios de los cuales 18 son positivos. Recaudó 6 millones de dólares en Estados Unidos. Sumando las recaudaciones internacionales la cifra asciende a 10 millones. El presupuesto invertido en la producción fue de aproximadamente 21 millones.

## Localizaciones
Moonlight Mile se rodó entre abril y julio de 2001. Se rodó en diversas localizaciones de Estados Unidos como Gloucester, Marblehead y Swampscott, todas ellas en el estado de Massachusetts. También se rodaron escenas en Riverside, California.

## DVD
Moonlight Mile se encuentra disponible en formato DVD en Estados Unidos desde el 11 de marzo de 2003. El disco contiene menús interactivos, acceso directo a escenas, subtítulos y audio en múltiples idiomas y el documental: "Moonlight Mile un viaje a la gran pantalla". En España, titulada El compromiso, se encuentra disponible en formato DVD. El disco contiene menús interactivos, acceso directo a escenas, subtítulos y audio en múltiples idiomas y el tráiler cinematográfico.